# Heinrich Balss
Heinrich Balss (3 giugno 1886 – 17 settembre 1957) è stato uno zoologo tedesco specializzatosi nei Crustacea, in particolare nei Decapoda.

## Biografia
Balss fu conservatore capo presso la Zoologische Staatssammlung ("collezione zoologica di Stato") dell'Università di Monaco.
Fu autore delle sezioni su decapodi e stomatopodi nell'opera fondamentale di Heinrich Georg Bronn Klassen und Ordnungen des Tierreichs ("Classi e ordini del Regno Animale").

## Onorificenze
Parecchi taxa sono stati denominati in suo onore:
- Balssia Kemp, 1922
- Podocallichirus balssi (Monod, 1935)
- Detocarcinus balssi (Monod, 1956)
- Trizocheles balssi (Stebbing, 1914)
- Rhynchocinetes balssi Gordon, 1936
- Ctenocheles balssi Kishinouye, 1926
- Lebbeus balssi Hayashi, 1992
- Galathea balssi S. Miyake & K. Baba, 1964